# Escala Mulliken
A Escala de Mulliken é uma escala de eletronegatividade para elementos químicos, composta pelo químico Robert S. Mulliken em 1934, baseada em uma fórmula que relaciona potencial de ionização e afinidade eletrônica para obter os valores de eletronegatividade de determinadas substâncias.
Diverge em alguns aspectos ao ser comparada à tabela eletronegativa do químico Linus Pauling. Mulliken, por exemplo, considera o Neônio o elemento com a maior capacidade de atrair elétrons na tabela periódica, enquanto a escala de Linus aponta o Flúor como portador do maior potencial eletronegativo. Com referência a este impasse, é comum utilizar os valores de Linus Pauling na química superficial, aplicada em livros didáticos até o fim do ensino médio. Já os químicos graduados seguem os valores da escala de Mulliken.
cM = (AE + ΔEv)/2
cM = potencial de eletronegatividade Mulliken,
AE = afinidade eletrônica,
ΔE = potencial de ionização.
As unidades são em kJ/mol.
Abaixo, a tabela  de eletronegatividade segundo Mulliken:
| Grupo (vertical)     | 1        | 2        | 3       | 4       | 5       | 6       | 7       | 8       | 9       | 10      | 11      | 12      | 13       | 14       | 15       | 16       | 17       | 18       |  |  |  |  |  |
| Período (horizontal) |          |          |         |         |         |         |         |         |         |         |         |         |          |          |          |          |          |          |  |  |  |  |  |
| 1                    | H 2.300  |          |         |         |         |         |         |         |         |         |         |         |          |          |          |          |          | He 4.160 |  |  |  |  |  |
| 2                    | Li 0.912 | Be 1.576 |         |         |         |         |         |         |         |         |         |         | B 2.051  | C 2.544  | N 3.066  | O 3.610  | F 4.193  | Ne 4.789 |  |  |  |  |  |
| 3                    | Na 0.869 | Mg 1.293 |         |         |         |         |         |         |         |         |         |         | Al 1.613 | Si 1.916 | P 2.253  | S 2.589  | Cl 2.869 | Ar 3.242 |  |  |  |  |  |
| 4                    | K 0.734  | Ca 1.034 | Sc 1.19 | Ti 1.38 | V 1.53  | Cr 1.65 | Mn 1.75 | Fe 1.80 | Co 1.84 | Ni 1.88 | Cu 1.85 | Zn 1.59 | Ga 1.756 | Ge 1.994 | As 2.211 | Se 2.434 | Br 2.685 | Kr 2.966 |  |  |  |  |  |
| 5                    | Rb 0.706 | Sr 0.963 | Y 1.12  | Zr 1.32 | Nb 1.41 | Mo 1.47 | Tc 1.51 | Ru 1.54 | Rh 1.56 | Pd 1.59 | Ag 1.87 | Cd 1.52 | In 1.656 | Sn 1.824 | Sb 1.984 | Te 2.158 | I 2.359  | Xe 2.582 |  |  |  |  |  |
| 6                    | Cs 0.659 | Ba 0.881 | Lu 1.09 | Hf 1.16 | Ta 1.34 | W 1.47  | Re 1.60 | Os 1.65 | Ir 1.68 | Pt 1.72 | Au 1.92 | Hg 1.76 | Tl 1.789 | Pb 1.854 | Bi 2.01  | Po 2.19  | At 2.39  | Rn 2.60  |  |  |  |  |  |
| 7                    | Fr 0.67  | Ra 0.89  | **      |         |         |         |         |         |         |         |         |         |          |          |          |          |          |          |  |  |  |  |  |